# Jaroslav z Hruštice
Jaroslav z Hruštice (1234–1269) byl český šlechtic z rodu Markvarticů, politik a pravděpodobně také zakladatel hradu Valdštejn.

## Život
Narodil se jako nejstarší syn Markvarta II. z Března a Hostilky, snad z rodu Buziců. Jeho rodovým sídlem byla tvrz v Hrušticích u Turnova, podle které se psal. Většinu života žil ve stínu svého bratra Havla z Lemberka. Roku 1239 je uváděn jako purkrabí na hradě Königstein v Budyšínském kraji v Sasku. Další zmínka pochází z roku 1262, kdy je zmiňován jako purkrabí na hradě v Mladé Boleslavi. Zde patřil k posledním podle starého vzoru, nově pracovali jako purkrabí velitelé hradních posádek. Markvartici stáli na straně Václava I. proti jeho synovi Přemyslu Otakaru II. Ten se jim odvděčil darováním majetků, ale po jeho smrti roku 1253 o majetek přišli. V roce 1251 se Jaroslav z Hruštice opět objevuje v politice, když se zúčastnil tažení do Bavorska. Za Přemysla Otakara II. se Jaroslav občas objevuje na královském dvoře, naposledy před Vánoci 1268. O něco dříve se zúčastnil zřeknutí se nároku korutanského knížete Oldřicha na svoji zem ve prospěch Přemysla.
Jaroslav z Hruštice bývá v literatuře často zaměňován se svým synovcem Jaroslavem z Turnova (1273–1289).

## Potomci
Jaroslav z Hruštice měl 4 syny:
- Beneš z Dětenic – zakladatel rodu pánů z Dětenic
- Havel z Rohozce – zakladatel rodu pánů z Rohozce
- Vok z Rotštejna – zakladatel rodu pánů z Rotštejna
- Zdeněk z Valdštejna – zakladatel rodu pánů z Valdštejna